# 2009 en Nouvelle-Zélande
Cet article présente les faits marquants de l'année 2009 en Nouvelle-Zélande.

## Évènements
- Lundi 23 mars 2009 : la Nouvelle-Zélande, comme la Grande-Bretagne ou l'Allemagne il y a quelques semaines, recule dans un projet de type « Hadopi » de filtrage des accès à l'internet qui veut qu'un fournisseur d'accès à Internet (FAI) « doit adopter et raisonnablement mettre en œuvre une politique qui prévoit la résiliation, dans des circonstances appropriées, de l'abonnement d'un contrevenant multirécidiviste ».  Le principe de riposte graduée — d'abord des avertissements, puis la coupure de l'accès — est définitivement abandonné par le premier ministre John Key[1].

- Lundi 27 avril 2009 : dix premiers cas de grippe H1N1 chez un groupe de 25 lycéens et enseignants de retour à Auckland après un séjour de 3 semaines au Mexique.

- Samedi 16 mai 2009 : un séisme de magnitude de moment de 6,7 frappe les îles Kermadec dans le Pacifique Sud, au large de la Nouvelle-Zélande. Le séisme a eu lieu à 10 km au sud de l'île de l'Espérance (Esperance Rock) à une profondeur de 10 km.

- Dimanche 24 mai 2009 : un séisme de magnitude de moment 6,1 frappe les îles Kermadec dans le Pacifique Sud, au large de la Nouvelle-Zélande.

- Samedi 13 juin 2009 : l'équipe de France de Rugby bât la Nouvelle-Zélande par 27 à 22 (mi-temps : 17-11) lors du premier test-match de la tournée estivale entre les deux équipes, à Dunedin (sud-est).

- Lundi 3 août 2009 : du 3 au 21 août, un référendum est organisé par voie postale pour demander à la population si elle est favorable à la légalisation des punitions corporelles des enfants, interdites par la loi depuis 2007, dans le but d'annuler un amendement au code pénal qui suscite la controverse interdisant aux parents de lever la main sur leur progéniture. La Nouvelle-Zélande est l'un des 24 pays au monde à proscrire par la loi les châtiments corporels sur les enfants. L'objectif de la loi de 2007 était de faire baisser le taux élevé de violences contre les enfants en Nouvelle-Zélande, en ne permettant plus à leurs auteurs de se retrancher derrière « la discipline parentale » face à la justice. Un sondage a révélé que 83 % des Néo-Zélandais considèrent que, dans certaines circonstances, un enfant peut recevoir une correction physique[2].

- Lundi 28 décembre 2009 : 125 baleines pilotes (Globicephala macrorhynchus), échouées sur une plage durant le week-end, n'ont pas survécu mais 43 autres ont pu être sauvées et remises à l'eau grâce au travail de bénévoles au moment de la marée haute. Les secouristes ont surveillé le retour à la mer de 43 baleines sur les 63 échouées dans l'île Nord (plage de Colville, péninsule Coromandel), et de 105 autres dans l'île Nord, mais toutes ces dernières sont mortes[3].